# Conte Verde (pirofregata corazzata)
La Conte Verde è stata una pirofregata corazzata della Regia Marina.

## Storia e caratteristiche
Ultima unità della propria classe, la nave, a differenza delle gemelle Principe di Carignano e Messina, progettate come pirofregate in legno e trasformate durante la costruzione in pirofregate corazzate, poté essere riprogettata come unità corazzata dal generale ispettore del Genio Navale De Luca (le altre unità erano state progettate dal parigrado Felice Mattei) prima dell'inizio della costruzione. In conseguenza di ciò, la nave presentò alcune differenze e migliorie rispetto alle precedenti unità della stessa classe. 
Stranamente, nonostante si dovesse trattare di un'unità corazzata, in realtà la Conte Verde, benché costruita posteriormente alla Principe di Carignano ed alla Messina, interamente corazzate, fu protetta da piastre corazzate solo in alcune zone della prua e della poppa.
La Conte Verde, impostata nel 1863, varata nel 1867 ed ultimata nel 1871, fu la prima nave ad essere costruita dal cantiere livornese dei Fratelli Orlando.
Nel corso della sua breve vita operativa, durata solo nove anni, la pirofregata non ebbe occasione di partecipare ad alcuna operazione di rilievo. Presto superata dal rapido evolversi della corazzata, la Conte Verde venne radiata nel 1880, dopo soli nove anni di servizio, e demolita.